# Tiretaine
La Tiretaine (Tiratena en occitan) est une rivière qui prend sa source dans le village de La Font de l'Arbre (commune d'Orcines, dans la chaîne des Puys).
Il est le principal cours d'eau qui traverse Clermont-Ferrand.
C'est un affluent à la fois de l'Artière et du Bédat, car elle se divise en deux branches (tiretaine sud et tiretaine nord qui est la plus grosse des deux branches) à Chamalières.

## Géographie
La Tiretaine a une longueur de 16,7 km de sa source à son confluent avec le  Bédat à Gerzat. Les sources de la Tiretaine se trouvent sur la commune d'Orcines, autour de la butte du château de Montrodeix, à côté du hameau du même nom. Une fois le ruisseau formé, il traverse le village de la Font-de-l'Arbre puis celui de Fontanas, et dévale sous forme de torrent la marche de la faille de la Limagne en direction de Royat.
Sa vallée d'origine ayant été comblée il y a 40 000 ans par la coulée du petit puy de Dôme ou par un volcan voisin aujourd’hui recouvert par le puy de Dôme (il y a 10 000 ans). La Tiretaine reçoit tout d’abord le ruisseau de Montrodeix (qui vient du lieu-dit du même nom) à Fontanas puis dans le même village elle est grossie par différentes sources. À Royat elle reçoit le ruisseau du Vaucluse qui descend de Manson (commune de Saint-Genès-Champanelle). Grâce ces nombreux affluents la Tiretaine aura la force de se frotter à la coulée ce qui formera la vallée de Royat. Au niveau du parc thermal de Royat, le ruisseau est divisé en deux branches, chacune destinée à passer de chaque côté de la butte du maar de Clermont après avoir traversé Chamalières.
En grande majorité recouverte, on peut toutefois encore voir la branche nord à quelques endroits, comme à Saint-Alyre,dans le site Michelin des Carmes (siège mondial du groupe), ou encore au cimetière des Carmes. Arrivé à Montferrand, le ruisseau alimentait les fossés des remparts (construits au XIIIe siècle et abandonnés au XVIIIe siècle). D'après Gabriel Fournier, au XVe siècle, la Tiretaine passait à l’extérieur des remparts, alors que dans le dernier état des remparts, elle pénétrait dans l’enceinte près de l’angle nord-ouest pour en ressortir à l’est. Alors complètement arrivé dans la plaine de la Limagne, l'assèchement des marais au cours des siècles a généré une situation particulière. Au niveau de l'écluse de Chanteranne et au Partidou de Cataroux, si la majeure partie de l'eau est dirigée directement vers le Bédat pour s'y jeter à Gerzat, une autre partie forme la source du ruisseau des Ronzières, lui-même affluent du ruisseau des Guelles, ce dernier se jetant finalement aussi dans le Bédat, au tripoint des communes de Saint-Beauzire, Lussat, et Chappes.
En totalité enterrée, la petite branche sud passe entre la butte et le plateau Saint-Jacques, longe la gare, puis traverse toute la zone industrielle du Brézet pour rejoindre l'Artière qui longe à cet endroit l'autoroute A71. À noter qu'à cette confluence, une rase venant du ruisseau des Ronzières qui se nomme ruisseau des Paulines ou des prés de la Reine ramène une partie de l'eau de la branche nord ce qui crée un point de liaison entre les deux Tiretaines.

## Histoire
La Tiretaine a connu le 17 juillet 1835 une crue historique qui fit 11 morts. En 2015, un violent orage accompagné de grêle s'est abattu au-dessus de l'agglomération clermontoise. Des torrents de boue ont causé de gros dégâts de Royat jusqu'aux quartiers nord de Clermont-Ferrand (de Fontgiève à Bienassis).
En 1879, Francisque Bathol a écrit La Tiretaine et Saint-Verny : fantaisie-revue de Clermont et de ses environs en trois actes et sept tableaux. La Tiretaine est un des personnages.
Elle a inspiré à Jean Maupoint en 1937 une chanson.